# Phragmipedium tetzlaffianum
Phragmipedium tetzlaffianum är en orkidéart som beskrevs av Olaf Gruss. Phragmipedium tetzlaffianum ingår i släktet Phragmipedium och familjen orkidéer.
Artens utbredningsområde är Venezuela. Inga underarter finns listade i Catalogue of Life.